# 南京利济巷慰安所旧址陈列馆
南京利济巷慰安所旧址陈列馆，即利济巷慰安所旧址所在，是位于江苏省南京市秦淮区五老村街道五老村社区利济巷2号的一组建筑群，现由７幢建筑组成，面积约2,000平方米。
此处建筑完成于1935年，是中将杨普庆出资建造的高级住宅区“普庆新邨”或称“普庆新村”，为水泥砖瓦结构的二层洋房，由若干幢洋房与一座L形门面楼组成。1937年12月，侵华日军占领南京，12月28日，日军审议通过《关于设立南京慰安所的方案》。今南京市境内有据可考的慰安所旧址有40座。“普庆新邨”被日军征用后，改为慰安所，由姓千田的日侨娼业主经营。当时称“东云慰安所”或“东方旅馆”，在此间的慰安妇多为来自朝鲜半岛的年轻女性。紧邻的利济巷18号则是“故乡楼慰安所”，慰安妇多为日本籍女性。
2003年11月，朝鲜籍慰安妇朴永心在南京，指认此处慰安所。2004年，慰安所旧址曾面临拆迁。2008年，旧址失火，后又沦为垃圾场。大部分建筑屋顶、窗户不存。2013年初，旧址被列为“太平南路沿线控制保护建筑”。2014年6月7日，南京市人民政府以“利济巷慰安所旧址”之名，增补为南京市文物保护单位。6月25日，为“南京市文物保护单位——利济巷慰安所旧址”碑举行揭碑仪式。2015年5月，开始修缮。11月的报道称：修缮完成后，将作为侵华日军南京大屠杀遇难同胞纪念馆分馆开放。
2015年12月1日，以“南京利济巷慰安所旧址陈列馆”之名，举行开馆仪式并试运行。2019年10月，以“侵华日军南京利济巷慰安所旧址”之名，列为第八批全国重点文物保护单位。

## 图片

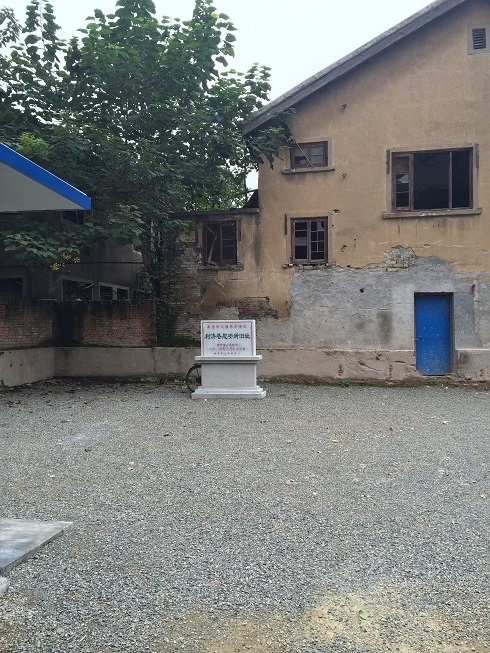
西侧庭院中，立有“南京市文物保护单位”碑
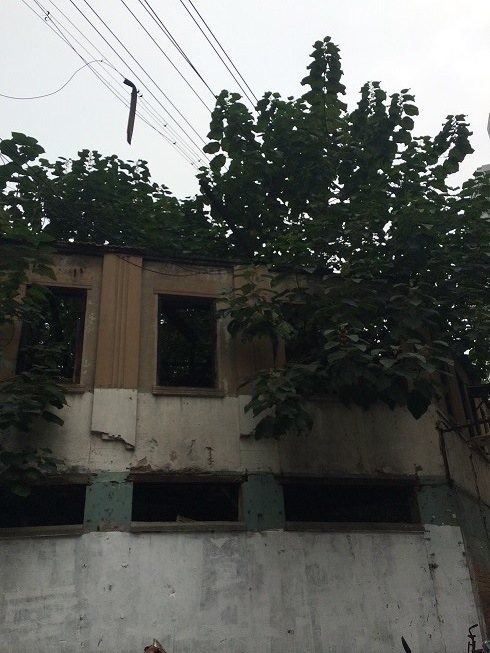
L形门面楼西南立面，修复前的状况
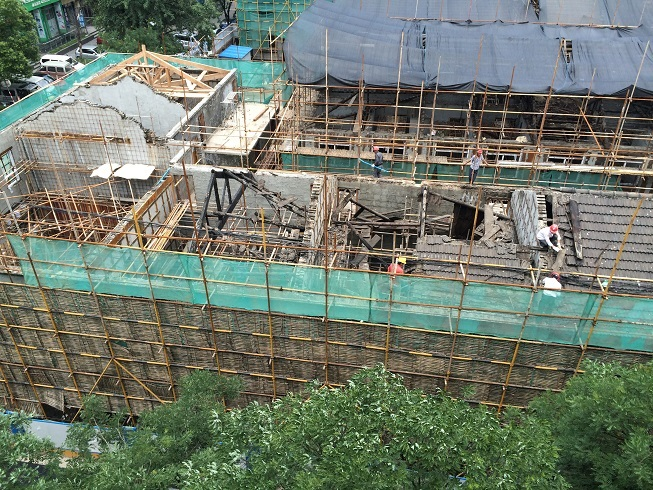
L形门面楼楼顶，正在修复
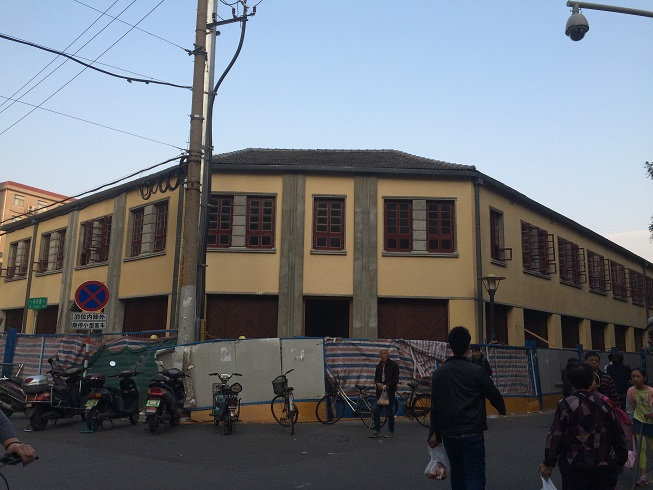
L形门面楼西南立面及两翼，楼面及楼顶修复完成